# Santi Rodríguez
Santiago Rodríguez Ramiro (Jaén, 27 de julio de 1965), más conocido como Santi Rodríguez, es un actor y showman español famoso por interpretar al frutero de la serie de televisión de Telecinco Siete vidas, personaje que propulsó su carrera y le hizo conocido entre el gran público.

## Biografía
Nació en Málaga aunque a los pocos meses se traslada a Jaén, ciudad en la que reside actualmente
El éxito le vino, tras participar en El club de la comedia y ser colaborador de La noche... con Fuentes y cía, al entrar en la serie 7 vidas con su papel de "El frutero".
A nivel teatral formó parte del exitoso montaje 5hombres.com. También, entre otras obras de teatro, ha sido protagonista, como único actor de la obra Ave Sosía de la compañía Los Ulen, una reflexión sobre la rivalidad tragedia/comedia, escrita por Alejandro V. García e inspirada en Aristófanes y Plauto. Actualmente cabe destacar sus montajes teatrales unipersonales "Infarto, no vayas a la luz" y "Espiritu, una comedia para morirse de risa".
Entre sus aspectos humanos destaca principalmente su ayuda a la Asociación Síndrome de Down de Jaén y provincia de la que es Embajador. Contribuye fundamentalmente con Santi y sus amigos, una gala anual que reúne a distintos famosos que aportan su granito de arena en ayuda de las personas de Jaén y provincia que pertenecen a la asociación.

## Filmografía

### Cine
| Año  | Película                       | Personaje            | Director                      | Género            | Duración |
| ---- | ------------------------------ | -------------------- | ----------------------------- | ----------------- | -------- |
| 2021 | Tengamos la fiesta en paz      | Presentador          | Juan Manuel Cotelo            | Comedia/ Musical  | 1h 42m   |
| 2019 | Candela (cortometraje)         | José                 | Gabriel Carrasco              | Drama             | 20m      |
| 2018 | El mayor regalo                | Will                 | Juan Manuel Cotelo            | Drama/ Documental | 1h 47m   |
| 2016 | No es cosa de risa             | Santi Rodríguez      | Diego Fortea, Jonathan Belles | Documental        | 30m      |
| 2012 | Ni pies, ni cabeza             | Sargento Vila        | Antonio del Real              | Comedia           | 1h 50m   |
| 2008 | No digas Nada                  | Juanito              | Felipe Jiménez Luna           | Comedia negra     | 1h 30m   |
| 2006 | El Efecto Rubik (cortometraje) | Narrador (voz)       | Peris Romano                  | Comedia           | 30m      |
| 2006 | Goal II: Living the Dream      | Taxista              | Jaume Collet-Serra            | Drama/Deportes    | 1h 55m   |
| 2003 | Buscando a Nemo                | Voz del tiburón Chum | Andrew Stanton                | Animación         | 1h 40m   |
| 2000 | ¡Ja me maaten...!              | Heredia              | Juan Muñoz                    | Comedia           | 1h 26m   |

### Series de televisión
- 2024 - Atasco como Fermín
- 2021 - Pequeñas coincidencias como Ligue de Marieta
- 2014 - 2016 - Gym Tony como Velasco
- 2008 - 2009 - La tira como Marcelino
- 2007 - Cafetería Manhattan como Santi
- 2001 - 2006 - 7 vidas como El Frutero. (85 episodios).
- 1998 - Periodistas como Roberto

### Programas de televisión
- 2024 - Aquí la Tierra - Colaborador - (La 1)
- 2022 - ¡Viva la fiesta! - Invitado - (Telecinco)
- 2016 - 1, 2, 3... Hipnotízame - Invitado - (Antena 3)
- 2016 - Trabajo temporal - Invitado (TVE)
- 2015 - 2016 - El Gran Queo - Presentador - (Canal Sur Televisión)
- 2013 - 2014 - Tu cara me suena - Concursante - (Antena 3)
- 2013 - Me resbala (Antena3)
- 2013  - Por arte de magia - Jurado - (Antena 3)
- 2012 - Tu cara me suena - Invitado - (Antena 3)
- 2012, 2017, 2018, 2019, 2020 Videollamada, 2021 - El hormiguero -Invitado- (Antena 3)
- 2012 - Avanti ¡que pase el siguiente! -Invitado- (Antena 3)
- 2011 - Tú sí que vales -Jurado- (Telecinco)
- 2011 - ¡Ahora caigo!-Invitado- (Antena 3)
- 2011 - Atrapa un millón -Invitado- (Antena 3)
- 2011 - Atrapa un millón -Invitado- (Antena 3)
- 2010 - Al Ataque (Telecinco)
- 2010 - ¡Más Que Baile! (Telecinco)
- 2010 - Lo que diga la rubia (Cuatro)
- 2007 - Por fin has llegado (TVE)
- 2006 - Planeta Finito: Viaje a Londres (La Sexta)
- 2006 - Los irrepetibles de Amstel (La Sexta)
- 2003 - Haz el humor y no la guerra: Homenaje a Miguel Gila (Telecinco)
- 2001 - 2004 - La noche... con Fuentes y cía (Telecinco)
- 2000 - 2017El Club de la Comedia (Canal+, TVE, La Sexta y Antena 3)
- 2000 - Esto no es serio (Antena 3)
- 1999 - A toda risa (TVE)
- 1999 - La Trituradora (Antena 3)
- 1998 - Póquer de Reyes (Canal 9)
- 1996 - Canta, Canta (Canal 9)
- 1996 - Conocer Andalucía (Canal Sur TV)
- 1995 - Triquitraque (Canal Sur TV)
- 1995 - Ingenio y locura (Antena 3)

### Teatro
- 2025- ¿Nos damos un viaje?
- 2021-2025- Espíritu
- 2019-2025-Infarto, no vayas a la luz
- 2013-2025- Como en la casa de uno... en ningún sitio.
- 2009-2013 - A mí que me registren
- 2010- Historias de cada día
- 2007-2008 - Wanted
- 2005-2006 - Ave Sosia
- 2000-2001 - 5Hombres.com
- 1992-1993 - Anfitrión

### Radio
- 2024 - Colaborador del programa Las mañanas de RNE de Radio Nacional de España.
- 2009 - Colaborador del programa La calle de en medio de Canal Sur Radio.
- 2006 - Colaborador del programa Carrusel deportivo de Cadena Ser.

## Premios
- 2025 - Medalla de Oro al Mérito Colegial del Colegio Oficial de Enfermería de Jaén.
- 2023 - Premio Gente Maravillosa de Canal Sur Televisión.
- 2022 - Premio de la Provincia de Jaén otorgado por la Diputación de Jaen.
- 2020 - Bandera de Andalucía concedido por la Junta de Andalucía.
- 2010 - Premio ASFAAN (Asociación de Festivales Audiovisuales de Andalucía) en reconocimiento a la trayectoria profesional.
- 2006 - Premio Jaén Paraíso Interior por su labor de difusión de la provincia de Jaén otorgado por la Diputación de Jaén.
- 2006 - Premio Heraldo del X Festival de Teatro de Cazorla.
- 2005 - Comendador Honorario de la Muy Ilustre y Noble Orden de Caballeros de la Cuchara de Palo.
- 2005 - Premio San Lucas.
- 2004 - Andaluz del Año por la Casa de Andalucía en Teruel.
- 2004 - Premio Jaén Tierra Abierta de Localia TV.
- 2003 - Premio Ideal del Año en la Categoría de Cultura del diario Ideal de Jaén.
- 2002 - Premio Jienense del Año en la Categoría de Sociedad del Diario Jaén.